# Santa Rosa de Viterbo
Santa Rita de Viterbo – miasto i gmina w Brazylii, w stanie São Paulo. Znajduje się w mezoregionie Ribeirão Preto i mikroregionie Ribeirão Preto.